# Jerónimo Bermúdez
Pour les articles homonymes, voir Bermudez.
Jerónimo Bermúdez est un poète espagnol du XVIe siècle, siècle d'or espagnol.

## Biographie
Il était dominicain et professa la théologie à Salamanque. 

## Œuvre
On a de lui deux tragédies : 
- Nise (Inès) malheureuse,
- Nise couronnée, qu'il publia sous le nom d'Antonio de Silva (1577),

et un poème intitulé l' Hesperodia (1589), dont Ferdinand Alvare de Tolède, duc d'Albe est le héros.